# Smuteňovité

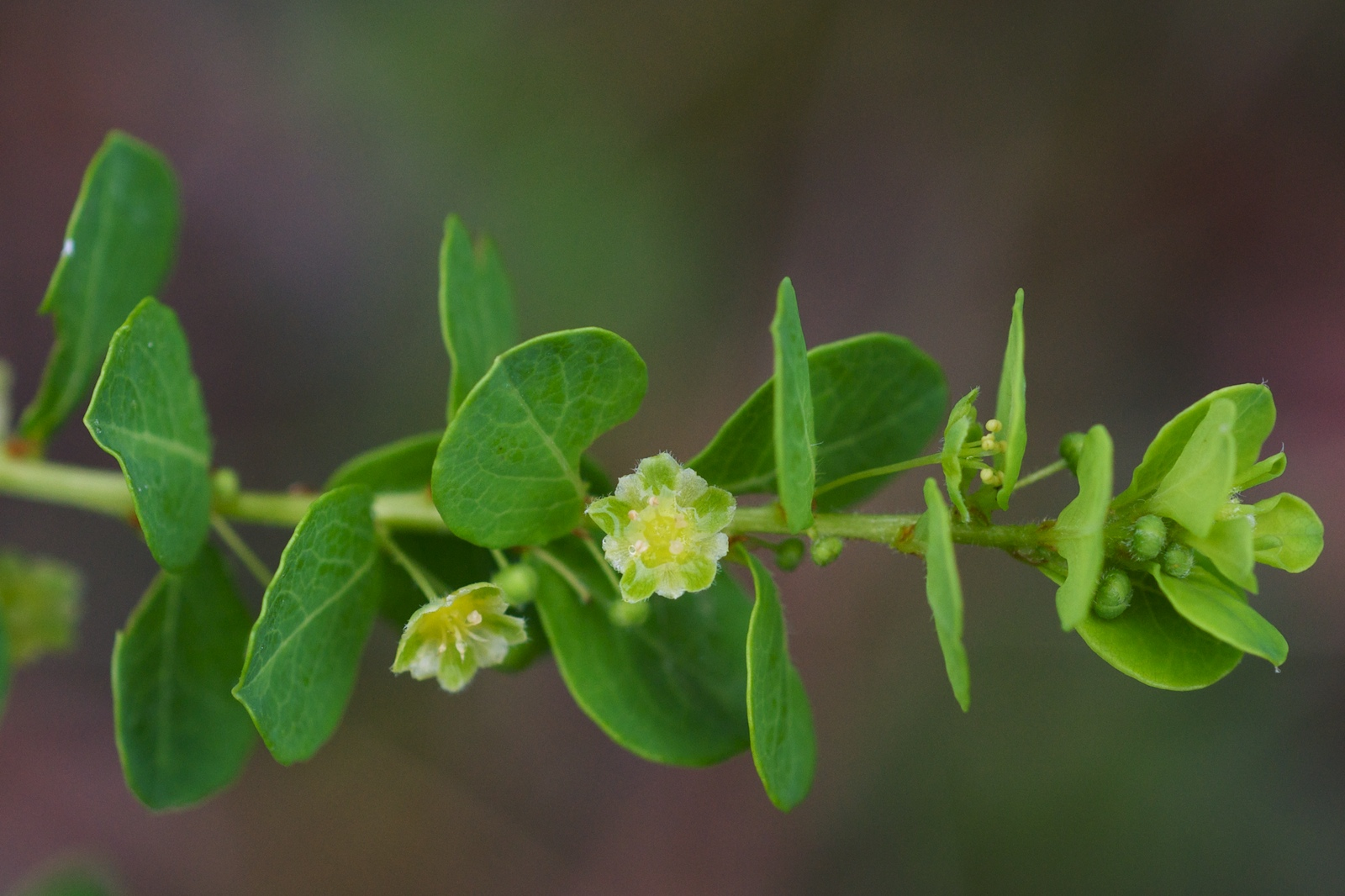
Leptopus phyllanthoides

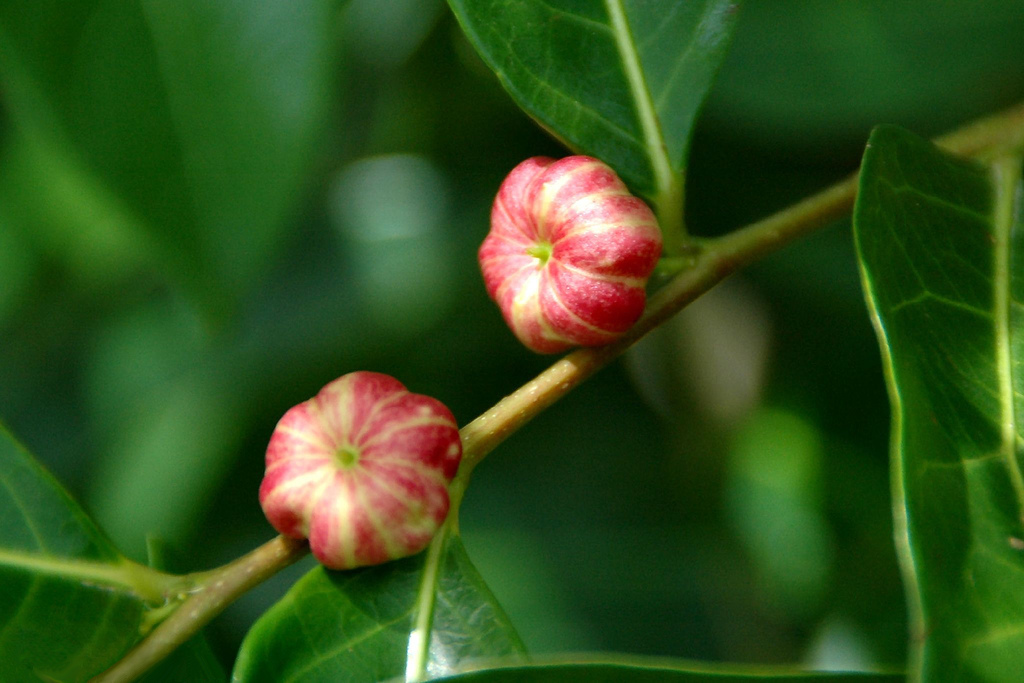
Glochidion ferdinandi

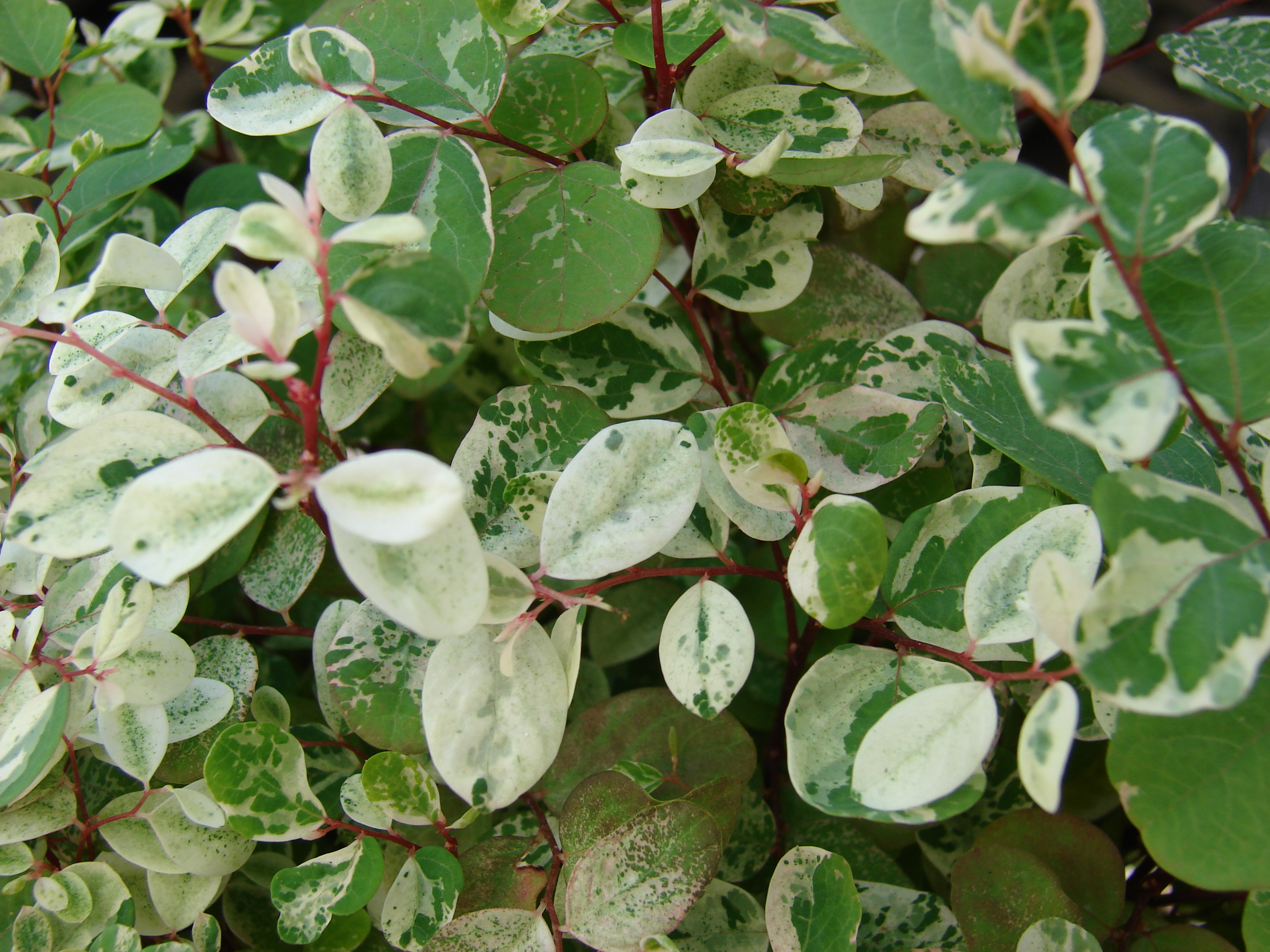
Breynia disticha

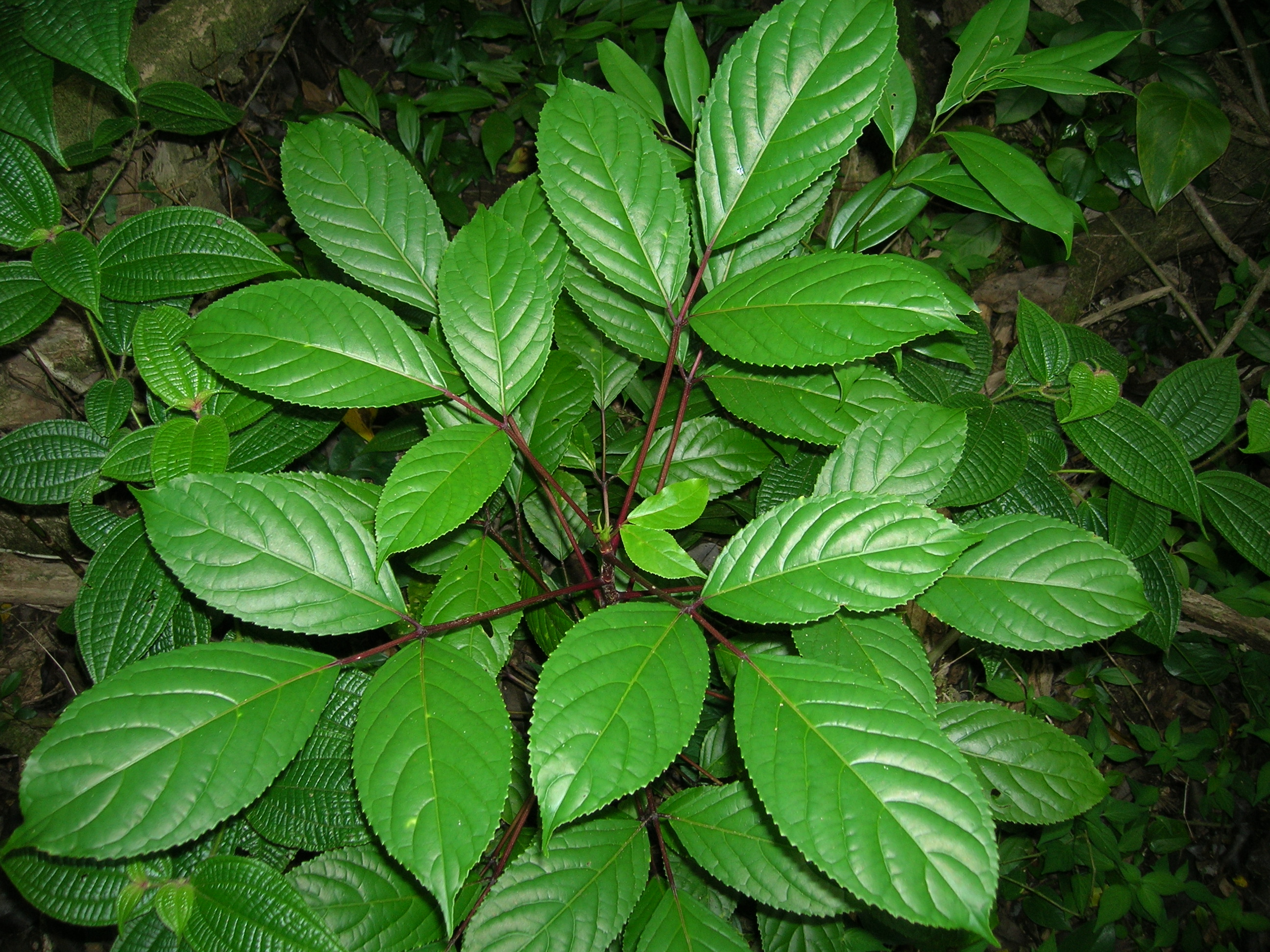
Bischofia javanica

Smuteňovité (Phyllanthaceae) je čeleď vyšších dvouděložných rostlin z řádu
malpígiotvaré (Malpighiales). Jsou to byliny i dřeviny většinou se střídavými jednoduchými listy a málo nápadnými jednopohlavnými květy v úžlabních květenstvích. Čeleď zahrnuje asi 1750 druhů v 59 rodech a je rozšířena v tropech celého světa. V minulosti byla součástí široce pojaté čeledi pryšcovité.

## Popis
Zástupci čeledi smuteňovité jsou jednodomé nebo dvoudomé byliny, keře a stromy, výjimečně i liány nebo sukulenty. Na rozdíl od čeledi pryšcovité (Euphorbiaceae) chybí latex. Pokud jsou přítomny chlupy, jsou ve většině případů jednoduché. Listy jsou většinou střídavé, zřídka vstřícné, ve svazečcích nebo přeslenech, jednoduché nebo u rodu Bischofia dlanitě složené. Čepel listů je celokrajná nebo výjimečně zubatá. Některé druhy rodu smuteň (Phyllanthus) jsou bezlisté, funkci listů přebírají zploštělé zelené větévky (kladodia). Květy jsou pravidelné, jednopohlavné (jen u rodu Aporosa oboupohlavné), v úžlabních květenstvích. U rodu Uapaca jsou
květenství redukovaná na pseudanthium, útvar připomínající jediný květ. Kalich je složen ze 3 až 8 většinou volných lístků. Koruna je nejčastěji ze 4 až 6 plátků nebo chybí. V samčích květech je 2 až 35 (nejčastěji 3 až 10) volných nebo do různého stupně srostlých tyčinek. Semeník v samičích květech je svrchní, jednoplodolistový nebo srostlý ze 2 až 5 (nebo až 15) plodolistů. V každém plodolistu jsou 2 vajíčka. Plodem je tobolka, bobule, peckovice nebo poltivý plod (schizokarp).

## Rozšíření
Čeleď zahrnuje asi 1750 druhů v 59 rodech. Vyskytuje se v tropech celého světa, největší diversita je v jihovýchodní Asii.
Na druhy nejbohatším rodem je smuteň (Phyllanthus, asi 872 druhů), následují rody glochidion (Glochidion, 307 druhů), Cleistanthus (134 druhů) a antidesma (Antidesma, 102 druhů).

## Taxonomie
V roce 1993 byla molekulárními studiemi potvrzena již dříve předpokládaná parafyletičnost čeledi pryšcovité (Euphorbiaceae). Bylo zjištěno, že tato čeleď v tradičním pojetí zahrnovala několik různých, bezprostředně nepříbuzných linií řádu Malpighiales. Postupně bylo z čeledi pryšcovité vyjmuto celkem 96 rodů a rozřazeno do 6 nových čeledí, z nichž nejobsáhlejší je čeleď Phyllanthaceae.
V současnosti je tato čeleď dělena na 2 podčeledi: Phyllanthoideae (38 rodů) a Antidesmoideae (21 rodů).

## Zástupci
- antidesma (Antidesma)
- bišofka (Bischofia)
- breynie (Breynia)
- flugea (Flueggea)
- glochidion (Glochidion)
- homulinec (Andrachne)
- krápěl (Bridelia)
- margaritarie (Margaritaria)
- saurop (Sauropus, syn. Breynia)
- smuteň (Phyllanthus)
- tupa (Baccaurea)
- tvrdodřev (Securinega)[2]
- Uapaca

## Význam
Plody brazilské smuteně Phyllanthus acidus jsou oblíbeným ovocem. Některé druhy rodu antidesma (Antidesma) poskytují jedlé plody, např. nejznámější Antidesma bunius pocházející z jihovýchodní Asie, dále A. platyphyllum z Havajských ostrovů a africký druh A. venosum. Ovoce poskytují také některé druhy rodu tupa (Baccaurea) z jihovýchodní Asie (B. dulcis, B. racemosa, B. motleyana).
Mnohé druhy rodu smuteň (Phyllanthus) jsou využívány jako léčivé rostliny. Kořeny Phyllanthus acidus se přes svou jedovatost používají
při léčbě astmatu, nachlazení a kašle, zevně pak při léčbě kožních onemocnění. Latex je používán jako emetikum a purgativum.
Smuteň Phyllanthus niruri, bylina původem z tropické Ameriky a dnes rozšířená jako plevel v tropech celého světa, obsahuje chinolizidinové alkaloidy a je využívána při léčení chorob zažívacího traktu, žlučových a ledvinových kamenech, zánětech ledvin, chorobách prostaty, poševním výtoku aj. Další medicínsky využívané druhy jsou např. Phyllanthus emblica, P. debilis, P. maderaspansis, P. oxyphyllus, P. pulcher a P. reticulatus.
V parcích v ČR je vzácně pěstována jako sbírková dřevina flugea křovitá (Flueggea suffruticosa), dříve známá pod názvem tvrdodřev křovitý (Securinega suffruticosa). Keř Breynia disticha, pocházející z Havaje, bývá pro nápadné růžovobílé zbarvení mladých listů často pěstován ve sklenících botanických zahrad.

## Seznam rodů
Actephila,
Amanoa,
Andrachne,
Antidesma,
Apodiscus,
Aporosa,
Ashtonia,
Astrocasia,
Baccaurea,
Bischofia,
Breynia,
Bridelia,
Celianella,
Chascotheca,
Chonocentrum,
Chorisandrachne,
Cleistanthus,
Croizatia,
Dicoelia,
Didymocistus,
Discocarpus,
Distichirhops,
Flueggea,
Glochidion,
Gonatogyne,
Heterosavia,
Heywoodia,
Hieronyma,
Hymenocardia,
Jablonskia,
Keayodendron,
Lachnostylis,
Leptonema,
Leptopus,
Lingelsheimia,
Maesobotrya,
Margaritaria,
Martretia,
Meineckia,
Nothobaccaurea,
Notoleptopus,
Pentabrachion,
Phyllanthopsis,
Phyllanthus,
Plagiocladus,
Poranthera,
Protomegabaria,
Pseudolachnostylis,
Pseudophyllanthus,
Richeria,
Savia,
Securinega,
Spondianthus,
Synostemon,
Tacarcuna,
Thecacoris,
Uapaca,
Wielandia